# 敘利亞奧林匹克委員會
敘利亞奧林匹克委員會（英語：Syrian Olympic Committee）是敘利亞的國家奧林匹克委員會。該組織成立於1948年，是國際奧委會和亞洲奧林匹克理事會的成員。1948年，首次派員參與在英國倫敦舉行的夏季奧運會。
現時，敘利亞奧林匹克委員會的總部設在大馬士革，主席是穆阿拉。